# Szota Chabareli
Szota Chabareli (gruz. შოთა ხაბარელი; ur. 26 grudnia 1958 w Dzlevisjvari) – gruziński judoka. W barwach ZSRR złoty medalista olimpijski z Moskwy.
Walczył w kategorii półśredniej (do 78 kg). Igrzyska w 1980 były jego jedyną olimpiadą i osiągnął największy sukces w karierze. Był srebrnym medalistą mistrzostw Europy (1979, 1982) oraz brązowym mistrzostw świata (1983) i Europy (1981 i 1983).